# Championnat d'Allemagne de football 1957-1958
Navigation
Meisterschaft
(Oberligen)
1956-1957 Meisterschaft
(Oberligen)
1958-1959
La saison 1957-1958 du Championnat d'Allemagne de football était la 48e édition de la première division allemande. Le championnat fut disputé par 9 clubs issus de cinq ligues supérieures Le championnat fut disputé par 9 clubs issus de cinq ligues supérieures (les champions et vice-champions des Oberligen Nord, West, Südwest, Süd et le champion de l'Oberliga Berlin).
Depuis 1947, quatre Oberligen (Nord, West, Süd et Südwest) s'étaient constituées auxquelles s'ajoutait la Vertragsliga Berlin. Celle-ci fut, par facilité, familièrement dénommée "Oberliga Berlin". Depuis la saison 1950-1951, cette ligue ne concernait plus que les clubs situés à Berlin-Ouest. Malgré la faiblesse générale de ses clubs par rapport à la moyenne générale, la "Ligue berlinoise" resta maintenue jusqu'en 1963 pour d'évidentes raisons politiques, mais aussi "sentimentales".
Les modalités de qualification et le nombre de qualifiés total et/ou par "Oberliga" évoluèrent au fil des saisons. Pour cette édition, la DFB garda la même formule que lors de la saison précédente. Toutefois, le tour préliminaire concerna cette fois les vice-champion des régions "Ouest" et Sud-Ouest". Les 8 derniers participants furent toujours répartis en deux groupes de 4 dont les équipes ne se rencontrèrent plus qu'une fois chacune.
Le Fussball Club Schalke 04 garda le titre national dans la zone "Ouest" en dominant le Hambourg SV qui perdit donc une 2e finale consécutive. FC Schalke 04 se qualifia pour la quatrième édition de la Coupe des clubs champions européens la saison suivante. C'était le 7e titre national pour les "Königsblauen".

## Oberliga Nord
L'Oberliga Nord 1957-1958 (en français : Ligue supérieure de football d'Allemagne du Nord) fut une ligue de football. Elle fut la 10e édition de cette ligue en tant que partie intégrante du Championnat d'Allemagne de football.
Cette zone couvrait le Nord du pays et regroupait les Länder de Basse-Saxe, du Schleswig-Holstein et le territoire des "Villes libres" de Brême et de Hambourg.
De 1946 à la fin de l'été 1948, les équipes de cette zone avaient pris part, en commun avec cette de la zone "Ouest", aux compétitions appelées Meisterschaft der Britische Besatzungzone 1946-1947 et  Meisterschaft der Britische Besatzungzone 1947-1948.

### Compétitions
Hamburger SV, qui remporta 15 des 16 titres de cette Oberliga Nord, fut champion devant l'Eintracht Braunschweig. Les deux clubs furent qualifiés pour la phase finale nationale.
Les néo-promus étaient deux clubs de la ville de Lübeck. Le Phönix parvint à se maintenir mais pas le VfB.

#### Légende
| Légende         |                                                                   |
| C               | Norddeutscher Meister & qualifié pour la phase finale nationale   |
| Q               | qualifié pour la phase finale nationale                           |
| (T)             | Tenant du titre de l'Oberliga Nord 1956-1957                      |
| R               | Relégué en en Amateurligen vue de la saison suivante              |
| en augmentation | club promu des Amateurligen depuis la fin de la saison précédente |

#### Classement
|   |    |                              | M  | G  | N  | P  | +  | -  | Avg  | Pts |
| - | -- | ---------------------------- | -- | -- | -- | -- | -- | -- | ---- | --- |
| C | 1  | Hamburger SV (T)             | 30 | 20 | 3  | 7  | 78 | 35 | 2,23 | 43  |
| Q | 2  | Braunschweiger TSV Eintracht | 30 | 18 | 5  | 7  | 72 | 44 | 1,64 | 41  |
|   | 3  | FC Altona 93                 | 30 | 14 | 7  | 9  | 49 | 44 | 1,11 | 35  |
|   | 4  | VfL Osnabrück                | 30 | 14 | 5  | 11 | 51 | 41 | 1,24 | 33  |
|   | 5  | TuS Bremerhaven 93           | 30 | 13 | 7  | 10 | 52 | 42 | 1,24 | 33  |
|   | 6  | SC Concordia Hamburg         | 30 | 14 | 4  | 12 | 61 | 49 | 1,24 | 32  |
|   | 7  | SV Werder Bremen             | 30 | 14 | 3  | 13 | 76 | 70 | 1,09 | 31  |
|   | 8  | Kieler SV Holstein           | 30 | 11 | 8  | 11 | 48 | 46 | 1,04 | 30  |
|   | 9  | FC St. Pauli                 | 30 | 12 | 5  | 13 | 44 | 51 | 0,86 | 29  |
|   | 10 | Hannover SV 96               | 30 | 11 | 5  | 14 | 47 | 46 | 1,02 | 27  |
|   | 11 | VfL Wolfsburg                | 30 | 11 | 4  | 15 | 57 | 57 | 1,00 | 26  |
|   | 12 | VfR Neumünster               | 30 | 8  | 10 | 12 | 33 | 54 | 0,61 | 26  |
|   | 13 | SV Eintracht Nordhorn        | 30 | 8  | 9  | 13 | 37 | 58 | 0,64 | 25  |
|   | 14 | 1. FC Phönix Lübeck          | 30 | 10 | 5  | 15 | 37 | 64 | 0,58 | 25  |
| R | 15 | VfB Lübeck                   | 30 | 8  | 8  | 14 | 36 | 57 | 0,63 | 24  |
| R | 16 | 1. SC Göttingen 05           | 30 | 8  | 4  | 18 | 47 | 67 | 0,70 | 20  |

### Montées depuis l'échelon inférieur
Les deux derniers classés furent relégués et remplacés, en vue de la saison suivante, par deux clubs promus depuis les Amateurligen : ASV Bergedorf 85 et VfV Hildesheim.

## Vertragsliga Berlin
L’Oberliga Berlin 1957-1958 — nom officiel Vertragsliga Berlin, en français : « Ligue berlinoise de football » — fut une ligue de football organisée à Berlin-Ouest.
Ce fut la 11e édition de cette ligue en tant que partie intégrante du Championnat d'Allemagne de football (deux éditions avaient eu lieu à titre « individuel » en 1945-1946 et en 1946-1947).
Depuis la saison 1950-1951, seuls les clubs localisés dans les différents districts de Berlin-Ouest participent à cette ligue.

### Nom officiel
Précisons que l'appellation officielle de la ligue fut Vertragsliga Berlin. Mais afin de faciliter la compréhension et le suivi de saison en saison, nous employons expressément le terme « Oberliga Berlin », puisque dans la structure mise en place par la DFB, cette ligue allait avoir dans les saisons suivantes, la même valeur que les quatre autres Oberligen (Nord, Ouest, Sud et Sud-Ouest).

### Compétition
Le Hertha Berlin rentra dans le rang. Ce fut le TeBe Berlin qui retrouva le titre de Berliner Meister, son 4e depuis 1948.
Les deux derniers classés furent relégués vers une ligue inférieure.

#### Légende
| C               | Berliner Meister & qualifié pour la phase finale nationale              |
| (T)             | Tenant du titre Berliner Meister 1956-1957                              |
| R               | Relégué en vue de la saison suivante                                    |
| en augmentation | club promu des séries inférieures depuis la fin de la saison précédente |

#### Classement
|   |    |                            | M  | G  | N | P  | +  | -  | Avg  | Pts |
| - | -- | -------------------------- | -- | -- | - | -- | -- | -- | ---- | --- |
| C | 1  | Tennis Borussia Berlin     | 22 | 13 | 6 | 3  | 50 | 34 | 1,47 | 32  |
|   | 2  | Berliner FC Viktoria 89    | 22 | 14 | 3 | 5  | 60 | 22 | 2,78 | 31  |
|   | 3  | Spandauer SV               | 22 | 12 | 7 | 3  | 43 | 22 | 1,95 | 31  |
|   | 4  | Berliner SV 92             | 22 | 10 | 7 | 5  | 44 | 36 | 1,22 | 19  |
|   | 5  | SC Tasmania 1900 Berlin    | 22 | 8  | 7 | 7  | 27 | 30 | 0,90 | 23  |
|   | 6  | Hertha BSC Berlin (T)      | 22 | 8  | 4 | 10 | 28 | 30 | 0,93 | 20  |
|   | 7  | FC Hertha 03 Zehlendorf    | 22 | 8  | 4 | 10 | 36 | 41 | 0,88 | 20  |
|   | 8  | SV Blau-Weiss Berlin       | 22 | 7  | 5 | 10 | 41 | 47 | 0,87 | 19  |
|   | 9  | SC Union 06 Berlin         | 22 | 9  | 1 | 12 | 40 | 54 | 0,74 | 19  |
|   | 10 | SC Wacker 04 Reinickendorf | 22 | 5  | 7 | 10 | 41 | 52 | 0,79 | 17  |
| R | 11 | SC Minerva 93 Berlin       | 22 | 5  | 4 | 13 | 25 | 51 | 0,49 | 14  |
| R | 12 | Berliner FC Alemannia 90   | 22 | 3  | 5 | 14 | 31 | 55 | 0,56 | 11  |

### Montants depuis l'échelon inférieur
Les deux derniers classés furent relégués. Ils furent remplacés par les deux clubs descendants à la fin de saison précédente : Berliner FC Südring et SC Rapide Wedding 1893.

## Oberliga West
L'Oberliga West 1957-1958 (en français : Ligue supérieure de football d'Allemagne occidentale) fut une ligue de football. Elle fut la 10e édition de cette ligue en tant que partie intégrante de la nouvelle formule du Championnat d'Allemagne de football.
Cette zone couvrait la région Ouest du pays : le Land de Rhénanie du Nord-Wesphalie.
De 1946 à la fin de l'été 1948, les équipes de cette Oberliga avaient pris part, en commun avec les clubs de la région « Nord », aux compétitions appelées Meisterschaft der Britische Besatzungzone 1946-1947 et  Meisterschaft der Britische Besatzungzone 1947-1948.

### Compétitions
Après deux saisons en haut de l'affiche, le Borussia Dortmund rentra dans le rang. Le titre de Westdeutscher Meister revint à Schalke 04 qui devança le 1. FC Köln d'un petit point. Les deux clubs prirent part à la phase finale nationale. Peu après, le FC Schalke 04 remporta son 7e titre de champion national. Ce sacre arriva 16 ans après le précédent et resta le dernier, à ce jour, conquit par les "Königsblauen".
Les deux derniers classés furent relégués en 2. Oberliga West.

#### Légende
| Légende         |                                                                         |
|                 | Champion d'Allemagne de l'Ouest 1957                                    |
| C               | Westdeutscher Meister & qualifié pour la phase finale nationale         |
| Q               | qualifié pour la phase finale nationale                                 |
| (T)             | Tenant du titre Oberliga West 1956-1957                                 |
| R               | club relégués en 2. Oberliga West pour la saison suivante               |
| en augmentation | club promu de la 2. Oberliga West depuis la fin de la saison précédente |

#### Classement
|   |    |                         | M  | G  | N  | P  | +  | -  | Avg  | Pts |
| - | -- | ----------------------- | -- | -- | -- | -- | -- | -- | ---- | --- |
| C | 1  | FC Schalke 04           | 30 | 16 | 9  | 5  | 74 | 36 | 2,06 | 41  |
| Q | 2  | 1. FC Köln              | 30 | 18 | 4  | 8  | 74 | 45 | 1,64 | 40  |
|   | 3  | Aachener TSV Alemannia  | 30 | 15 | 7  | 8  | 47 | 38 | 1,24 | 37  |
|   | 4  | Meidericher SV          | 30 | 13 | 10 | 7  | 56 | 37 | 1,51 | 36  |
|   | 5  | Borussia Dortmund (T)   | 30 | 14 | 7  | 9  | 67 | 44 | 1,52 | 35  |
|   | 6  | SC Preussen Münster     | 30 | 9  | 12 | 9  | 48 | 45 | 1,07 | 30  |
|   | 7  | Rot-Weiss Essen         | 30 | 11 | 8  | 11 | 40 | 42 | 0,95 | 30  |
|   | 8  | SC Viktoria 04 Köln     | 30 | 11 | 7  | 12 | 57 | 58 | 0,98 | 29  |
|   | 9  | Fortuna Düsseldorf      | 30 | 11 | 7  | 12 | 57 | 58 | 0,98 | 29  |
|   | 10 | Duisburger SpV          | 30 | 12 | 5  | 13 | 41 | 48 | 0,85 | 29  |
|   | 11 | Rot-Weiss Oberhausen    | 30 | 10 | 8  | 12 | 45 | 56 | 0,80 | 28  |
|   | 12 | SC Westfalia Herne      | 30 | 7  | 13 | 10 | 41 | 54 | 0,76 | 27  |
|   | 13 | SV Sodingen             | 30 | 7  | 10 | 13 | 44 | 55 | 0,80 | 24  |
|   | 14 | VfL Bochum              | 30 | 8  | 8  | 14 | 39 | 62 | 0,63 | 24  |
| R | 15 | Wuppertaler SV          | 30 | 8  | 7  | 15 | 46 | 60 | 0,77 | 23  |
| R | 16 | Sportfreunde Hamborn 07 | 30 | 5  | 8  | 17 | 29 | 67 | 0,43 | 18  |

### Parcours européen
Champion d'Allemagne de l'Ouest 1957, le Borussia Dortmund participa à la 3e édition de la Coupe des Clubs champions européens. Exempté du premier tour, Dortmund fut le premier club allemand à obtenir une qualification en "Coupe des Champions", en éliminant Bucarest, après un match de barrage joué à Bologne, avant de tomber en Quarts de finale face au Milan AC.

#### Coupe des Clubs champions
À cette époque, les buts inscrits en déplacement n'étaient pas considérés comme prépondérants.
| Aller - 8e de finale           | BV Borussia 09 Dortmund                            | 4 - 2   | CCA București                          |                                   |                                   |
| Mercredi 27 novembre 1957 20 H | Wolfgang Peters 35e 62e 64e · Alfred Niepieklo 66e | (1 - 1) | Francisc Zavoda 43e · Tiberiu Bone 50e | Stade de la Terre Rouge, Dortmund | Stade de la Terre Rouge, Dortmund |
| Mercredi 27 novembre 1957 20 H | Rapport                                            |         |                                        | Stade de la Terre Rouge, Dortmund | Stade de la Terre Rouge, Dortmund |

| Retour - 8e de finale         | CCA București                                                        | 3 - 1   | BV Borussia 09 Dortmund |                            |                            |
| Dimanche 8 décembre 1957 19 H | Nicolae Tătaru 17e · Gheorghe Constantin 27e · Ion Alecsandrescu 45e | (3 - 1) | Alfred Niepieklo 12e    | Stade du 23 août, Bucarest | Stade du 23 août, Bucarest |
| Dimanche 8 décembre 1957 19 H | Rapport                                                              |         |                         | Stade du 23 août, Bucarest | Stade du 23 août, Bucarest |

| Appui - 8e de finale           | BV Borussia 09 Dortmund                                          | 3 - 1   | CCA București          |                          |                          |
| Dimanche 29 décembre 1957 20 H | Hans-Georg Dulz 15e · Alfred Kelbassa 62e · Alfred Preissler 79e | (1 - 1) | Gheorghe Cacoveanu 35e | Stade municipal, Bologne | Stade municipal, Bologne |
| Dimanche 29 décembre 1957 20 H | Rapport                                                          |         |                        | Stade municipal, Bologne | Stade municipal, Bologne |

Le BV Borussia 09 Dortmund se qualifie (5-5 après les 2 matchs, 8-6 après le match d'appui).
| Aller - Quarts de finale      | BV Borussia 09 Dortmund     | 1 - 1   | AC Milan        |                                   |                                   |
| Mercredi 12 février 1958 20 H | Mario Bergamaschi 90e (csc) | (0 - 1) | Carlo Galli 45e | Stade de la Terre Rouge, Dortmund | Stade de la Terre Rouge, Dortmund |
| Mercredi 12 février 1958 20 H | Rapport                     |         |                 | Stade de la Terre Rouge, Dortmund | Stade de la Terre Rouge, Dortmund |

| Retour - Quarts de finale     | AC Milan                                                                           | 4 - 1   | BV Borussia 09 Dortmund |                       |                       |
| Mercredi 26 mars 1958 21 H 30 | Ernesto Cucchiaroni 11e · Nils Liedholm 21e · Carlo Galli 63e · Ernesto Grillo 86e | (2 - 1) | Alfred Preissler 37e    | Stade San Siro, Milan | Stade San Siro, Milan |
| Mercredi 26 mars 1958 21 H 30 | Rapport                                                                            |         |                         | Stade San Siro, Milan | Stade San Siro, Milan |

Le BV Borussia 09 Dortmund est éliminé (2-5 en cumulé).

### Montée/Descente depuis l'étage inférieur
Depuis la saison 1949-1950, la Westdeutscher Fußball-und Leichtathletikverband (WFLV), avait créé la 2. Oberliga West.
En fin de saison, les deux derniers classés furent relégués et furent remplacés par les deux premiers de la 2. Oberliga West : STV Horst-Emscher (Champion 2. Oberliga West) et Borussia München-Gladbach (Vice-champion 2. Oberliga West).

## Oberliga Südwest
L'Oberliga Südwest 1957-1958 (en français : Ligue supérieure de football d'Allemagne du Sud-Ouest) est une ligue de football. Elle constitue la 11e édition en tant que partie intégrante de la nouvelle formule du Championnat d'Allemagne de football.
Cette zone couvre le Sud-Ouest du pays et regroupe les Länder de Sarre et de Rhénanie-Palatinat.

### Compétition
C'est le FK Pirmasens qui enlève le titre de Südwestdeutscher Meister en finissant avec un point d'avance sur le 1. FC Kaiserslautern. Celui-ci termine vice-champion grâce à un meilleur "Torquotient" (8 centièmes de but !) que le VfB Borussia Neunkirchen.
Les deux derniers classés, le VfR Kaiserslautern et un des promus (SV St. Ingbert) sont relégués vers la 2. Oberliga Südwest.

#### Légende
| Légende         |                                                                            |
| C               | Südwest Meister & qualifié pour la phase finale nationale                  |
| Q               | qualifié pour la phase finale nationale                                    |
| (T)             | Tenant du titre Oberliga Südwest 1956-1957                                 |
| R               | Relégué en 2. Oberliga Südwest en vue de la saison suivante                |
| en augmentation | club promu de la 2. Oberliga Südwest depuis la fin de la saison précédente |

#### Classement
|   |    |                           | M  | G  | N | P  | +  | -   | Avg  | Pts |
| - | -- | ------------------------- | -- | -- | - | -- | -- | --- | ---- | --- |
| C | 1  | FK Pirmasens              | 30 | 18 | 6 | 6  | 63 | 32  | 1,97 | 42  |
| C | 2  | 1. FC Kaiserslautern (T)  | 30 | 19 | 3 | 8  | 81 | 47  | 1,72 | 41  |
|   | 3  | VfB Borussia Neunkirchen  | 30 | 19 | 3 | 8  | 77 | 47  | 1,64 | 41  |
|   | 4  | SV Phönix 03 Ludwigshafen | 30 | 14 | 7 | 9  | 61 | 48  | 1,27 | 35  |
|   | 5  | VfR Wormatia Worms 08     | 30 | 14 | 7 | 9  | 48 | 41  | 1,17 | 35  |
|   | 6  | 1. FSV Mainz 05           | 30 | 14 | 5 | 11 | 58 | 56  | 1,04 | 33  |
|   | 7  | Eintracht Bad Kreuznach   | 30 | 13 | 5 | 12 | 67 | 54  | 1,24 | 31  |
|   | 8  | 1. FC Saarbrücken         | 30 | 14 | 3 | 13 | 65 | 54  | 1,20 | 31  |
|   | 9  | SV Saar 05 Saarbrücken    | 30 | 14 | 3 | 13 | 59 | 56  | 1,05 | 31  |
|   | 10 | TuRa Ludwigshafen         | 30 | 12 | 3 | 15 | 58 | 63  | 0,92 | 27  |
|   | 11 | TuS Neuendorf             | 30 | 11 | 4 | 15 | 59 | 60  | 0,98 | 26  |
|   | 12 | VfR Frankenthal           | 30 | 11 | 4 | 15 | 49 | 57  | 0,86 | 26  |
|   | 13 | FV Speyer                 | 30 | 11 | 3 | 16 | 46 | 59  | 0,78 | 25  |
|   | 14 | SV Eintracht Trier        | 30 | 8  | 8 | 14 | 39 | 56  | 0,70 | 24  |
| R | 15 | VfR Kaiserslautern        | 30 | 5  | 6 | 19 | 35 | 71  | 0,49 | 16  |
| R | 16 | SV St. Ingbert            | 30 | 7  | 2 | 21 | 42 | 106 | 0,40 | 16  |

### Montées depuis l'étage inférieur
Depuis la saison 1951-1952, la Fußball-Regional-Verband Südwest (FRVS) a instauré une ligue constituant un 2e niveau : la 2. Oberliga Südwest.
Les deux derniers classés sont relégués en 2. Oberliga Südwest, et sont remplacés par les deux premiers de cette ligue : SpVgg Weisenau (Champion 2. Oberliga Südwest) et Sportfreunde 05 Saarbrücken (Vice-champion 2. Oberliga Südwest).

## Oberliga Süd
L'Oberliga Süd 1957-1958 (en français : Ligue supérieure de football d'Allemagne du Sud) est la 11e édition de la compétition en tant que partie intégrante du Championnat d'Allemagne de football.
L'Oberliga Süd couvre le Sud du pays et regroupe les Länder du Bade-Wurtemberg, de Bavière et de Hesse.

### Compétition
Le tenant du titre, le 1. FC Nürnberg, termine vice-champion derrière le Karlsruher SC qui redevient Süddeutscher Meister. Les deux clubs sont qualifiés pour la phase finale nationale.
En fin de saison, les deux montants assurent leur maintien. Jahn Regensburg et les Stuttgarter Kickers sont renvoyés en 2. Oberliga Sud.

#### Légende
| Légende         |                                                                       |
| C               | Süddeutscher Meister & qualifié pour la phase finale nationale        |
| Q               | qualifié pour la phase finale nationale                               |
| (T)             | Tenant du titre 1956-1957                                             |
| R               | Relégué en 2. Oberliga Süd en vue de la saison suivante.              |
| en augmentation | club promu de 2. Oberliga Süd, depuis la fin de la saison précédente. |

#### Classement
|   |    |                           | M  | G  | N  | P  | +  | -  | Avg  | Pts |
| - | -- | ------------------------- | -- | -- | -- | -- | -- | -- | ---- | --- |
| C | 1  | Karlsruher SC             | 30 | 19 | 4  | 7  | 60 | 38 | 1,58 | 42  |
| Q | 2  | 1. FC Nürnberg (T)        | 30 | 19 | 3  | 8  | 74 | 45 | 1,64 | 41  |
|   | 3  | SG Eintracht Frankfurt    | 30 | 15 | 9  | 6  | 58 | 32 | 1,81 | 39  |
|   | 4  | SpVgg Fürth               | 30 | 17 | 5  | 8  | 54 | 33 | 1,64 | 39  |
|   | 5  | Offenbacher FC Kickers    | 30 | 17 | 3  | 10 | 68 | 45 | 1,51 | 37  |
|   | 6  | TSV 1860 München          | 30 | 14 | 8  | 8  | 50 | 48 | 1,04 | 36  |
|   | 7  | FC Bayern München         | 30 | 12 | 6  | 12 | 66 | 56 | 1,18 | 30  |
|   | 8  | 1. FC Schweinfurt 05      | 30 | 11 | 7  | 12 | 51 | 48 | 1,06 | 29  |
|   | 9  | VfB Stuttgart             | 30 | 11 | 6  | 13 | 55 | 46 | 1,20 | 28  |
|   | 10 | VfR Mannheim              | 30 | 11 | 5  | 14 | 43 | 57 | 0,75 | 27  |
|   | 11 | SV Viktoria Aschaffenburg | 30 | 10 | 6  | 14 | 51 | 54 | 0,94 | 26  |
|   | 12 | BC Augsburg               | 30 | 8  | 10 | 12 | 45 | 66 | 0,68 | 26  |
|   | 13 | FSV Frankfurt             | 30 | 9  | 6  | 15 | 33 | 46 | 0,72 | 24  |
|   | 14 | SSV Reutlingen 05         | 30 | 9  | 5  | 16 | 41 | 55 | 0,75 | 23  |
| R | 15 | SSV Jahn Regensburg       | 30 | 5  | 7  | 18 | 29 | 79 | 0,37 | 17  |
| R | 16 | SV Stuttgarter Kickers    | 30 | 4  | 8  | 18 | 31 | 61 | 0,51 | 16  |

### Montée / Descente depuis l'étage inférieur
Créée lors de la saison 1950-1951 par la Süddeutscher Fußball-Verband (SFV), la 2. Oberliga Süd se troue directement inférieure à l'Oberliga et directement supérieure aux séries de Landesliga.
Les deux derniers classés sont relégués et remplacés par les deux premiers de la 2. Oberliga Süd 1957-1958 : SV Waldhof Mannheim 07 (Champion) et TSG 1846 Ulm (Vice-champion).

## Phase finale nationale

### Les 9 clubs participants
| Oberligen           | Qualifiés                                 | Remarques                           | Tour d'entrée              |
| ------------------- | ----------------------------------------- | ----------------------------------- | -------------------------- |
| Oberliga Nord       | Hamburger SV Braunschweiger TSV Eintracht | Norddeutscher Meister 2e Nord       | Groupe 1 Groupe 2          |
| Vertragsliga Berlin | Tennis Borussia Berlin                    | Berliner Meister                    | Groupe 2                   |
| Oberliga West       | FC Schalke 04 1. FC Köln                  | Westdeutscher Meister 2e West       | Groupe 2 Tour préliminaire |
| Oberliga Südwest    | FK Pirmasens 1. FC Kaiserslautern         | Südwestdeutscher Meister 2e Südwest | Groupe 1 Tour préliminaire |
| Oberliga Süd        | Karlsruher SC 1. FC Nürnberg              | Süddeutscher Meister 2e Süd         | Groupe 2 Groupe 1          |

### Compétition

#### Tour de qualification
Deux vice-champions disputèrent un tour préliminaire. Le vainqueur est qualifié pour la phase de groupe.
Rencontre jouée le 19 avril 1958
| Équipe 1   | Résultat | Équipe 2             |
| ---------- | -------- | -------------------- |
| 1. FC Köln | 3-3      | 1. FC Kaiserslautern |

Match d'appui : Rencontre jouée le 20 avril 1958
| Équipe 1   | Résultat | Équipe 2             |
| ---------- | -------- | -------------------- |
| 1. FC Köln | 3-0      | 1. FC Kaiserslautern |

- 1. FC Köln, qualifié pour la phase de groupes.

#### Premier tour
Rencontres jouées du 26 avril 1958 au 10 mai 1958

##### Groupe 1
| Rang | Équipe         | Pts | J | G | N | P | Bp | Bc | Diff |  | Résultats (▼ dom., ► ext.) | HSV | NÜR | PIR | KÖL |
| ---- | -------------- | --- | - | - | - | - | -- | -- | ---- |  | -------------------------- | --- | --- | --- | --- |
| 1    | Hamburger SV   | 6   | 3 | 3 | 0 | 0 | 8  | 3  | +5   |  | Hamburger SV               |     | 3-1 | 2-1 | 3-1 |
| 2    | 1. FC Nürnberg | 3   | 3 | 1 | 1 | 1 | 7  | 8  | -1   |  | 1. FC Nürnberg             |     |     | 2-2 | 4-3 |
| 3    | FK Pirmasens   | 2   | 3 | 0 | 2 | 1 | 4  | 5  | -1   |  | FK Pirmasens               |     |     |     | 1-1 |
| 4    | 1. FC Köln     | 1   | 3 | 0 | 1 | 2 | 5  | 8  | -3   |  | 1. FC Köln                 |     |     |     |     |

##### Groupe 2
| Rang | Équipe                       | Pts | J | G | N | P | Bp | Bc | Diff |  | Résultats (▼ dom., ► ext.)   | S04 | KSC | BRA | BER |
| ---- | ---------------------------- | --- | - | - | - | - | -- | -- | ---- |  | ---------------------------- | --- | --- | --- | --- |
| 1    | FC Schalke 04                | 6   | 3 | 3 | 0 | 0 | 16 | 1  | +15  |  | FC Schalke 04                |     | 3-0 | 4-1 | 9-0 |
| 2    | Karlsruher SC                | 4   | 3 | 2 | 0 | 1 | 3  | 4  | -1   |  | Karlsruher SC                |     |     | 2-1 | 1-0 |
| 3    | Braunschweiger TSV Eintracht | 2   | 3 | 1 | 0 | 2 | 10 | 9  | +1   |  | Braunschweiger TSV Eintracht |     |     |     | 8-3 |
| 4    | Tennis Borussia Berlin       | 0   | 3 | 0 | 0 | 3 | 3  | 18 | -15  |  | Tennis Borussia Berlin       |     |     |     |     |

#### Finale
| 18 mai 1958 | FC Schalke 04             | 3 - 0 | Hamburger SV | Niedersachsenstadion, Hanovre                 |                                               |
|             | Klodt 5e, 30e · Kreuz 81e |       |              | Spectateurs : 81 000 Arbitrage : Albert Dusch | Spectateurs : 81 000 Arbitrage : Albert Dusch |

## Bilan de la saison
| Tableau d'Honneur                   |               |
| Compétition                         | Vainqueur     |
| Championnat d'Allemagne de football | Schalke 04    |
| Coupe d'Allemagne de football       | VfB Stuttgart |

| Qualifications européennes                   |            |
| Coupe d'Europe des clubs champions 1958-1959 | Qualifié   |
| Tour préliminaire                            | Schalke 04 |